# تیم ملی والیبال زنان شیلی
تیم ملی والیبال زنان شیلی تیم ملی والیبال زنان کشور شیلی است. کشورهای برزیل، پرو، آرژانتین قدرتمند در زمینه والیبال در آمریکای جنوبی هستند. رده‌بندی جهانی اف‌آی‌وی‌بی این تیم در ۲۲ ژوئیه ۲۰۱۳، ۳۶ بوده است.